# Muhlygräs
Muhlygräs (Muhlenbergia) är ett släkte av gräs. Muhlygräs ingår i familjen gräs.

## Bildgalleri

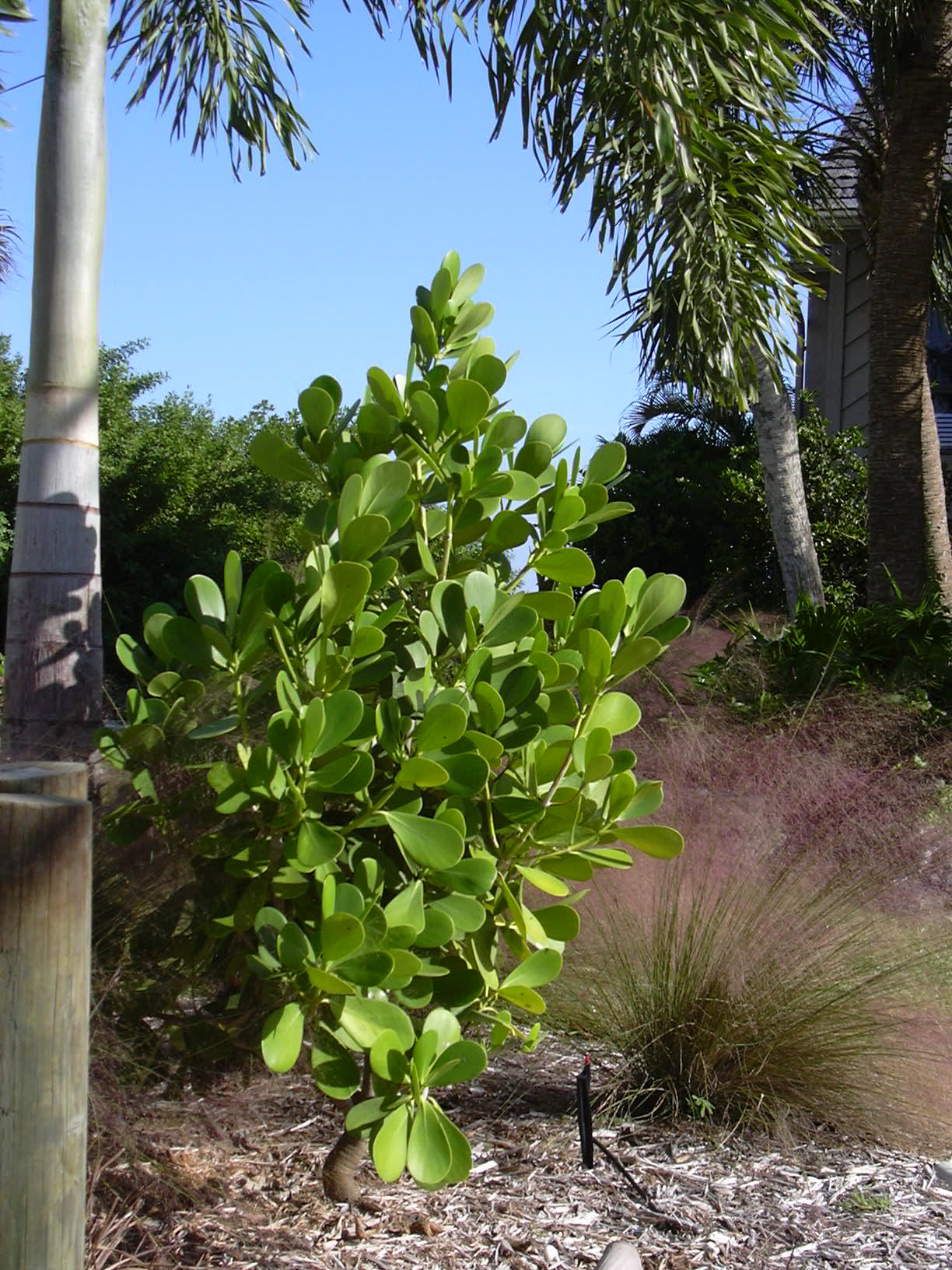
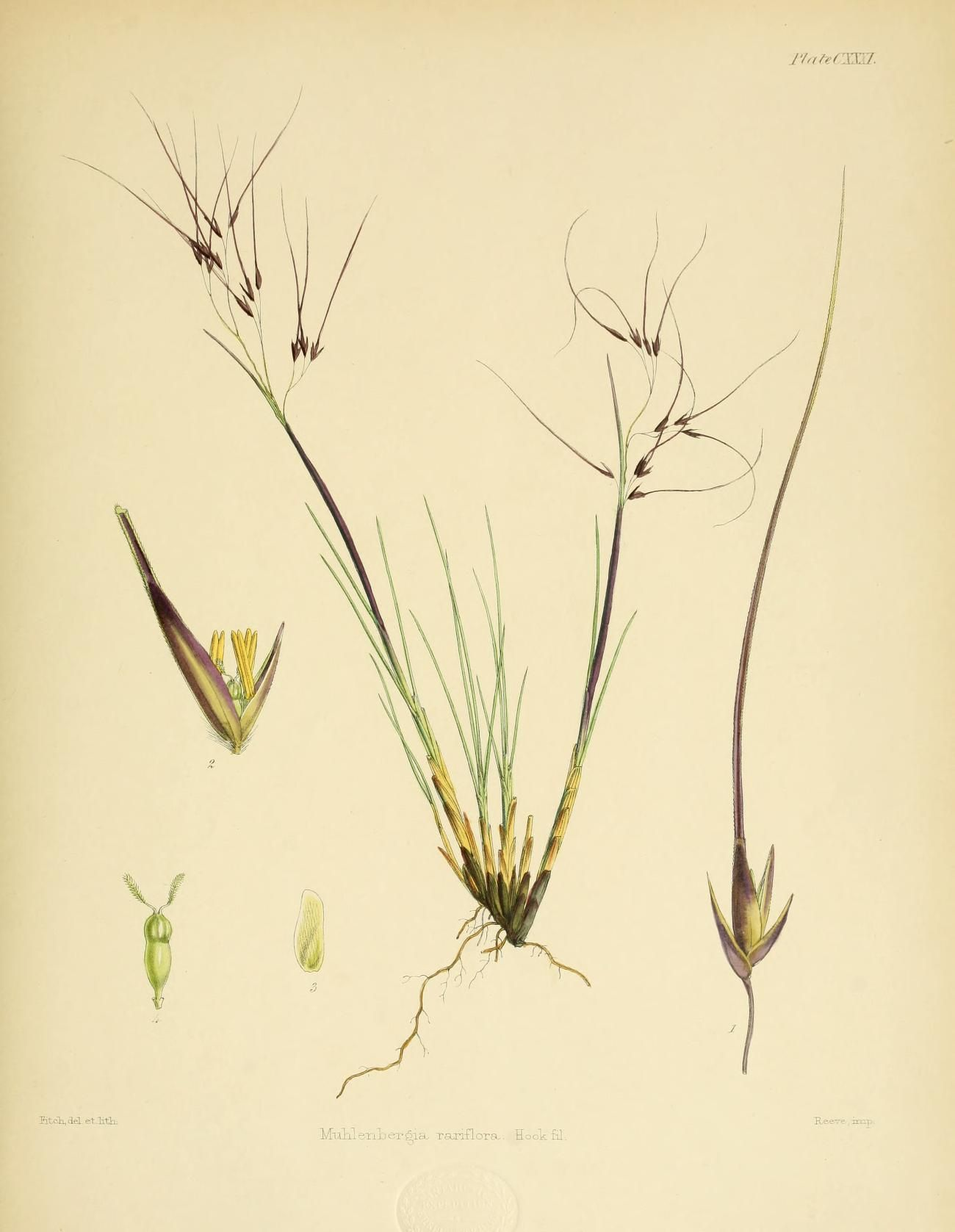
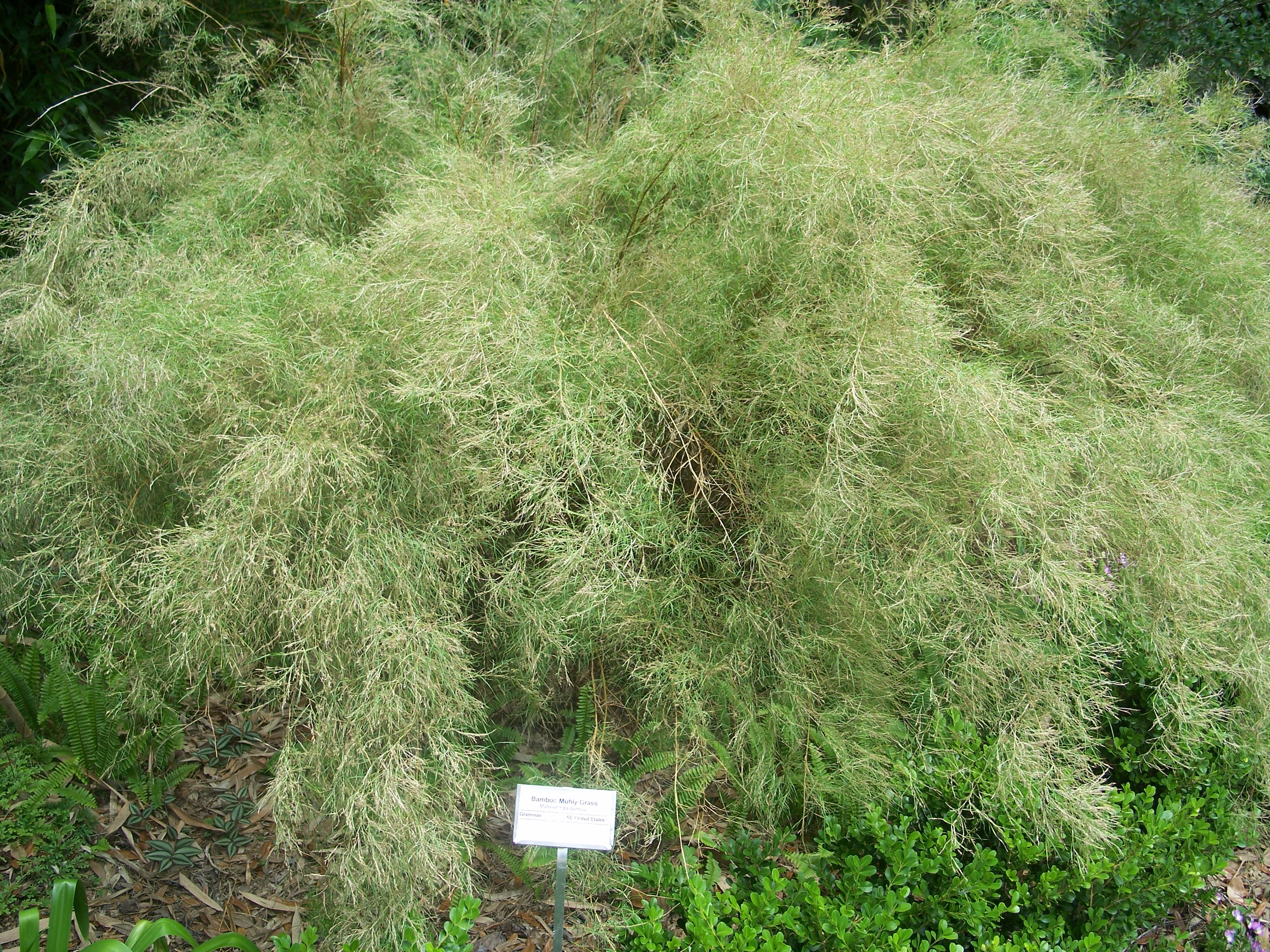
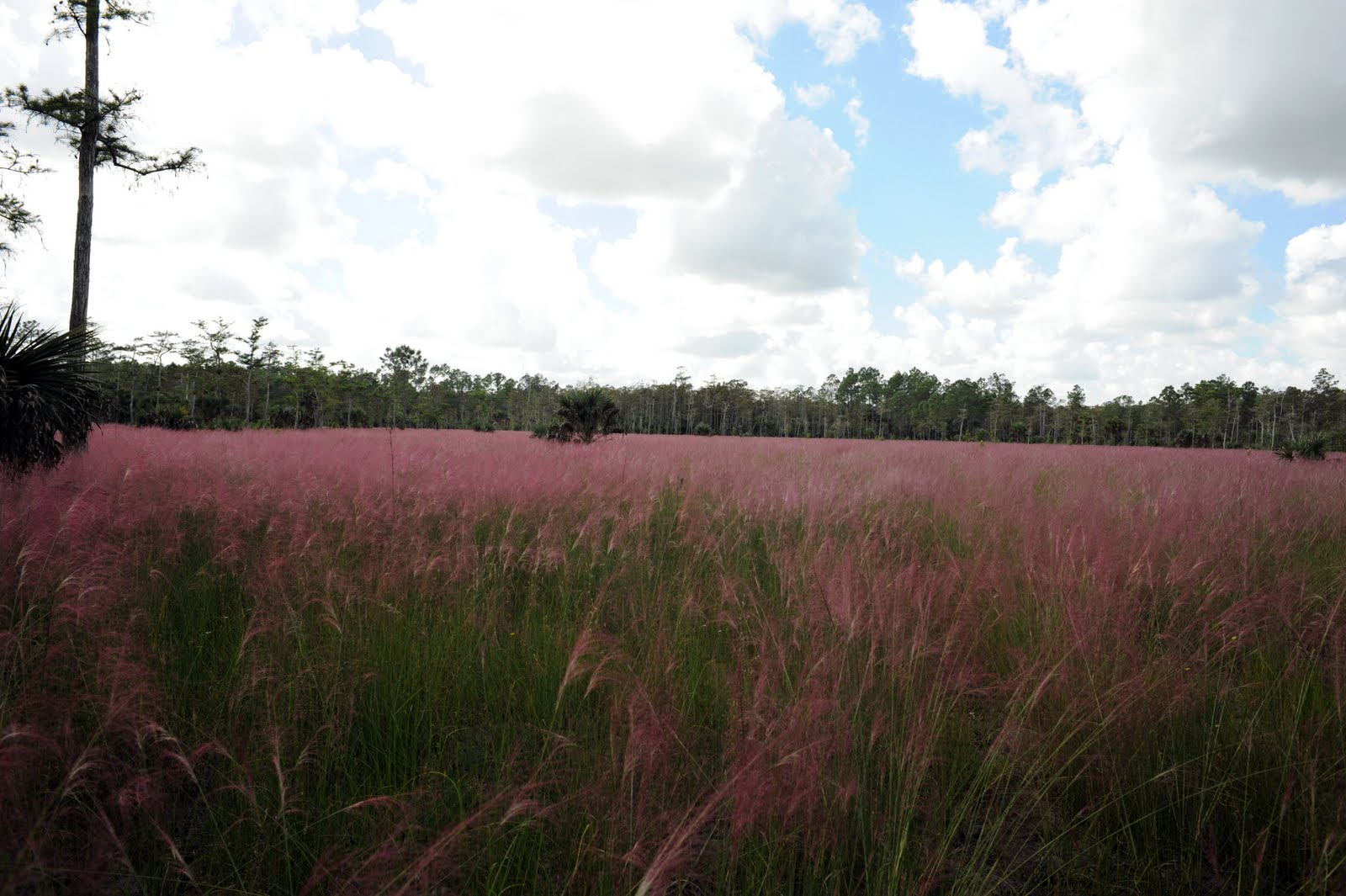
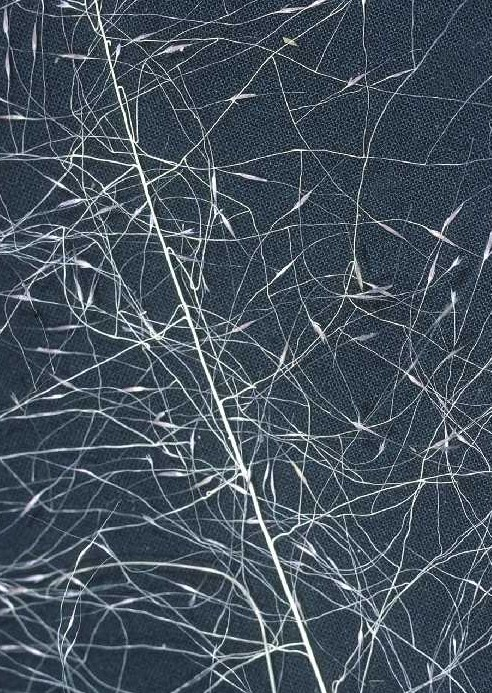
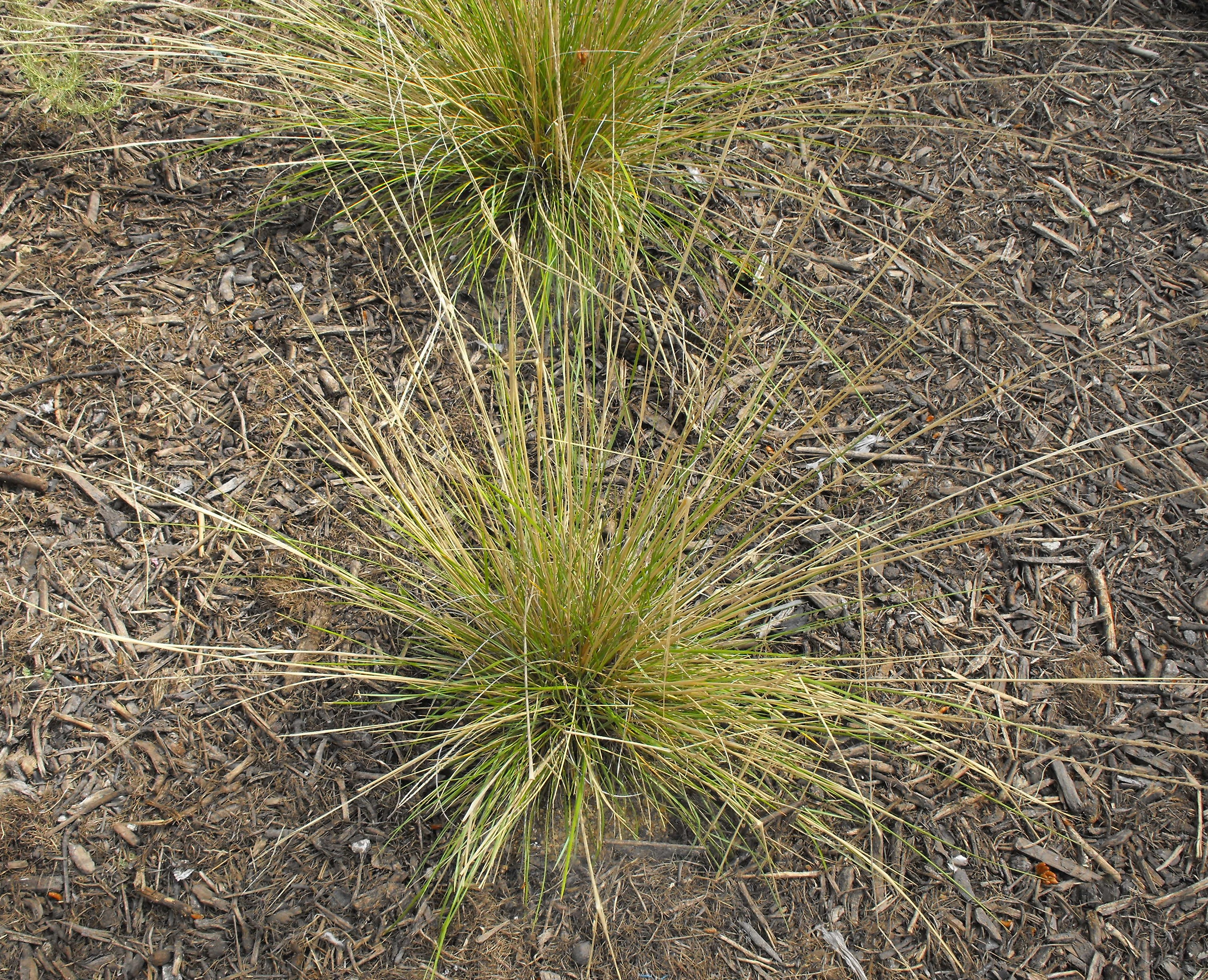

## Dottertaxa till Muhlygräs, i alfabetisk ordning[1]
- Muhlenbergia aguascalientensis
- Muhlenbergia alamosae
- Muhlenbergia andina
- Muhlenbergia angustata
- Muhlenbergia annua
- Muhlenbergia appressa
- Muhlenbergia arenacea
- Muhlenbergia arenicola
- Muhlenbergia argentea
- Muhlenbergia arizonica
- Muhlenbergia arsenei
- Muhlenbergia articulata
- Muhlenbergia asperifolia
- Muhlenbergia atacamensis
- Muhlenbergia aurea
- Muhlenbergia biloba
- Muhlenbergia brandegeei
- Muhlenbergia breviaristata
- Muhlenbergia breviculmis
- Muhlenbergia brevifolia
- Muhlenbergia breviligula
- Muhlenbergia brevis
- Muhlenbergia breviseta
- Muhlenbergia brevivaginata
- Muhlenbergia bushii
- Muhlenbergia californica
- Muhlenbergia capillaris
- Muhlenbergia capillipes
- Muhlenbergia caxamarcensis
- Muhlenbergia ciliata
- Muhlenbergia cleefii
- Muhlenbergia confusa
- Muhlenbergia crispiseta
- Muhlenbergia cualensis
- Muhlenbergia curtifolia
- Muhlenbergia curtisetosa
- Muhlenbergia curviaristata
- Muhlenbergia cuspidata
- Muhlenbergia decumbens
- Muhlenbergia depauperata
- Muhlenbergia distans
- Muhlenbergia distichophylla
- Muhlenbergia diversiglumis
- Muhlenbergia dubia
- Muhlenbergia dumosa
- Muhlenbergia durangensis
- Muhlenbergia duthieana
- Muhlenbergia elongata
- Muhlenbergia eludens
- Muhlenbergia emersleyi
- Muhlenbergia eriophylla
- Muhlenbergia expansa
- Muhlenbergia fastigiata
- Muhlenbergia filiculmis
- Muhlenbergia filiformis
- Muhlenbergia flabellata
- Muhlenbergia flavida
- Muhlenbergia flaviseta
- Muhlenbergia flexuosa
- Muhlenbergia fragilis
- Muhlenbergia frondosa
- Muhlenbergia gigantea
- Muhlenbergia glabriflora
- Muhlenbergia glauca
- Muhlenbergia glomerata
- Muhlenbergia grandis
- Muhlenbergia gypsophila
- Muhlenbergia hakonensis
- Muhlenbergia himalayensis
- Muhlenbergia hintonii
- Muhlenbergia huegelii
- Muhlenbergia implicata
- Muhlenbergia inaequalis
- Muhlenbergia involuta
- Muhlenbergia iridifolia
- Muhlenbergia jaime-hintonii
- Muhlenbergia jaliscana
- Muhlenbergia japonica
- Muhlenbergia jonesii
- Muhlenbergia laxa
- Muhlenbergia lehmanniana
- Muhlenbergia ligularis
- Muhlenbergia ligulata
- Muhlenbergia lindheimeri
- Muhlenbergia longiglumis
- Muhlenbergia longiligula
- Muhlenbergia lucida
- Muhlenbergia macroura
- Muhlenbergia majalcensis
- Muhlenbergia maxima
- Muhlenbergia mexicana
- Muhlenbergia michisensis
- Muhlenbergia microsperma
- Muhlenbergia minutissima
- Muhlenbergia monandra
- Muhlenbergia montana
- Muhlenbergia mucronata
- Muhlenbergia mutica
- Muhlenbergia nigra
- Muhlenbergia orophila
- Muhlenbergia palmeri
- Muhlenbergia palmirensis
- Muhlenbergia pauciflora
- Muhlenbergia pectinata
- Muhlenbergia peruviana
- Muhlenbergia pilosa
- Muhlenbergia plumbea
- Muhlenbergia polycaulis
- Muhlenbergia porteri
- Muhlenbergia pubescens
- Muhlenbergia pubigluma
- Muhlenbergia pungens
- Muhlenbergia purpusii
- Muhlenbergia quadridentata
- Muhlenbergia racemosa
- Muhlenbergia ramosa
- Muhlenbergia ramulosa
- Muhlenbergia reederorum
- Muhlenbergia repens
- Muhlenbergia reverchonii
- Muhlenbergia richardsonis
- Muhlenbergia rigens
- Muhlenbergia rigida
- Muhlenbergia robusta
- Muhlenbergia schmitzii
- Muhlenbergia schreberi
- Muhlenbergia scoparia
- Muhlenbergia seatonii
- Muhlenbergia sericea
- Muhlenbergia setarioides
- Muhlenbergia setifolia
- Muhlenbergia sinuosa
- Muhlenbergia sobolifera
- Muhlenbergia speciosa
- Muhlenbergia spiciformis
- Muhlenbergia straminea
- Muhlenbergia stricta
- Muhlenbergia strictior
- Muhlenbergia subaristata
- Muhlenbergia subbiflora
- Muhlenbergia sylvatica
- Muhlenbergia tenella
- Muhlenbergia tenuiflora
- Muhlenbergia tenuifolia
- Muhlenbergia tenuissima
- Muhlenbergia texana
- Muhlenbergia thurberi
- Muhlenbergia torreyana
- Muhlenbergia torreyi
- Muhlenbergia trifida
- Muhlenbergia uniflora
- Muhlenbergia utilis
- Muhlenbergia vaginata
- Muhlenbergia watsoniana
- Muhlenbergia venezuelae
- Muhlenbergia versicolor
- Muhlenbergia villiflora
- Muhlenbergia virescens
- Muhlenbergia virletii
- Muhlenbergia wrightii
- Muhlenbergia xanthodas